# 76e cérémonie des Tony Awards
La 76e cérémonie des Tony Awards a eu lieu le 11 juin 2023 au United Palace. Elle récompense les réalisations dans les productions de Broadway au cours de la saison 2022-2023. La cérémonie s'est déroulée de manière impromptue en raison de la grève de la Writers Guild of America.
Ariana DeBose a été l'hôte de la cérémonie principale pour la deuxième année consécutive. Skylar Astin et Julianne Hough ont co-animé la pré-émission en streaming sur Paramount+.
Les productions les plus primées de la saison ont été la comédie musicale Kimberly Akimbo, qui a remporté cinq prix, dont celui de la meilleure comédie musicale. La pièce de théâtre Leopoldstadt a été la pièce la plus primée, avec quatre prix, dont celui de la meilleure pièce. 
Avec J. Harrison Ghee et Alex Newell gagnant des prix pour leurs performances respectivement sur Some Like It Hot et Shucked, ils deviennent les premiers interprètes ouvertement non-binaires à remporter un Tony.

## Cérémonie
En janvier 2023, la Broadway League et l'American Theatre Wing ont renouvelé leur contrat avec Ricky Kirshner et Glenn Weiss de White Cherry Entertainment pour produire la cérémonie. Le 12 avril 2023, il a été annoncé qu'Ariana DeBose reviendrait en tant qu'hôte pour une deuxième année consécutive. Le 25 avril 2023, il a été annoncé que la pré-émission en streaming The Tony Awards: Act One passerait de Paramount+ au service gratuit de télévision en streaming financé par la publicité (FAST) Pluto TV, avant la présentation principale sur CBS et en streaming sur Paramount+.
Les nommés ont été annoncés le 2 mai 2023 ; la comédie musicale Some Like It Hot était le spectacle le plus nommé de la saison, tandis que A Doll's House, Ain't No Mo' et Leopoldstadt étaient à égalité pour la pièce la plus nommée.

### Impact de la grève de la Writers Guild of America de 2023
Le 2 mai 2023, la Writers Guild of America (WGA) s'est mise en grève contre l'Alliance of Motion Picture and Television Producers. Le 12 mai, la WGA a rejeté la demande de l'American Theatre Wing d'une dérogation pour permettre la diffusion télévisée de CBS, plaçant ainsi la diffusion de la cérémonie dans l'incertitude. CBS, ainsi que les autres grands réseaux de diffusion, sont représentés par l'AMPTP dans les négociations collectives. Le comité de gestion des Tony Awards a tenu une réunion d'urgence le 15 mai pour discuter de l'avenir de la cérémonie. La réunion, cependant, a été improductive, des sources affirmant que le comité ferait un autre effort pour convaincre la WGA de renoncer à la grève. Les options étaient soit de tenir une conférence de presse non télévisée à la date d'origine - semblable à la réponse de la 65e cérémonie des Golden Globes à la grève de la WGA de 2007-08 - soit de reporter la cérémonie jusqu'à ce que la grève soit résolue - comme la 74e cérémonie des Tony Awards, qui a été reportée de plus d'un an en raison de la pandémie de COVID-19. Le même jour que la réunion d'urgence, la WGA a de nouveau refusé la renonciation, mais a annoncé qu'elle ne ferait pas de piquetage pour l'événement, et l'émission devait se poursuivre comme prévu.
La cérémonie des Tonys s'est finalement déroulée de manière non scénarisée. Avant le début de l'émission, l'animatrice Ariana DeBose a révélé au public les seuls mots qui apparaîtraient sur le téléprompteur ce soir-là : "Veuillez conclure" (l'avis aux lauréats de clore leur discours d'acceptation). Le numéro de performance d'ouverture de l'émission a commencé avec DeBose parcourant un script de pages blanches avant de se lancer dans un numéro de danse soutenu par de la musique, mais sans paroles. Lin-Manuel Miranda a initialement écrit un numéro d'ouverture pour les prix, mais il n'a pas été joué à cause de la grève,.

### Acte One
- Kelly Coffey, PDG de City National Bank, a remis le Regional Theatre Tony Award au Pasadena Playhouse.
- Lin-Manuel Miranda - a remis le Special Tony Award à John Kander.
- Denée Benton – a remis le Prix d'excellence en éducation théâtrale.
- Annaleigh Ashford - a remis le Isabelle Stevenson Award à Jerry Mitchell.
- Jennifer Grey - a présenté le Special Tony Award à Joel Grey.

### Spectacle principal
- Dominique Fishback et Lily Rabe - ont présenté le meilleur acteur en vedette dans une pièce de théâtre
- Wayne Brady et Marcel Spears - ont présenté la meilleure actrice en vedette dans une comédie musicale
- Lupita Nyong'o - a présenté la meilleure mise en scène d'une pièce
- Colman Domingo et Lea Michele - ont présenté la meilleure direction d'une comédie musicale
- David Henry Hwang et Kenny Leon - ont présenté la meilleure actrice en vedette dans une pièce de théâtre
- Uzo Aduba et Common - a présenté la meilleure reprise d'une pièce
- Tatiana Maslany et Wilson Cruz - ont présenté le meilleur acteur en vedette dans une comédie musicale
- Denée Benton – a remis le Prix d'excellence en éducation théâtrale
- Julianne Hough et Skylar Astin - ont présenté le meilleur livre d'une comédie musicale
- Kelli O'Hara - a présenté la meilleure reprise d'une comédie musicale
- Stephanie Hsu et Luke Evans - ont présenté le meilleur acteur dans une comédie musicale
- Marcia Gay Harden et Utkarsh Ambudkar - ont présenté la meilleure actrice dans une pièce de théâtre
- LaTanya Richardson Jackson et Samuel L. Jackson - ont présenté la meilleure pièce
- Barry Manilow et Melissa Etheridge - ont présenté la meilleure actrice dans une comédie musicale
- Matthew Broderick et Nathan Lane - ont présenté le meilleur acteur dans une pièce de théâtre
- Ariana DeBose - a présenté la meilleure comédie musicale

### Performances
- "Cheering for Me Now" / "Thème de New York, New York" – New York, New York[13]
- "C'est Moi" / "The Lusty Month of May" / "If Ever I Would Leave You" / "Camelot (Reprise)" - Camelot
- "Roar" – & Juliet
- "Some Like It Hot" - Some Like It Hot
- "It Takes Two " - Into the Woods
- "Hot Honey Rag" - Ariana DeBose et Julianne Hough
- "This Is Not Over Yet" - Parade
- "The Ballad of Sweeney Todd" - Sweeney Todd: The Demon Barber of Fleet Street
- "Sweet Caroline" – A Beautiful Noise
- "Wishing You Were Here Somehow Here Again" (In Memoriam) - Joaquina Kalukango
- "Anagram" - Kimberly Akimbo
- "Corn" / "Independently Owned" / "Somebody Will" / "Woman of the World" - Shucked
- "Don't Rain on My Parade" - Funny Girl

## Palmarès
La date limite officielle d'éligibilité pour les productions de Broadway ouvrant dans la saison 2021-2022 devait à l'origine être le 27 avril 2023.
| Meilleure pièce | Meilleure comédie musicale |
| --- | --- |
| - Leopoldstadt - Ain't No Mo' - Between Riverside and Crazy - Cost of Living - Fat Ham | - Kimberly Akimbo - & Juliet - New York, New York - Shucked - Some Like It Hot |
| Meilleure reprise d'une pièce | Meilleure reprise d'une comédie musicale |
| - Topdog/Underdog - A Doll's House - The Piano Lesson - The Sign in Sidney Brustein's Window | - Parade - Camelot - Into the Woods - Sweeney Todd: The Demon Barber of Fleet Street |
| Meilleur acteur dans une pièce | Meilleure actrice dans une pièce |
| - Sean Hayes – Good Night, Oscar dans le rôle d'Oscar Levant - Yahya Abdul-Mateen II – Topdog/Underdog dans le rôle de Booth - Corey Hawkins – Topdog/Underdog dans le rôle de Lincoln - Stephen McKinley Henderson – Between Riverside and Crazy dans le rôle de Pops - Wendell Pierce – Death of a Salesman dans le rôle de Willy Loman                                                                       | - Jodie Comer – Prima Facie dans le rôle de Tessa Ensler - Jessica Chastain – A Doll's House dans le rôle de Nora Helmer - Jessica Hecht – Summer, 1976 dans le rôle d'Alice - Audra McDonald – Ohio State Murders dans le rôle de Suzanne Alexander |
| Meilleur acteur dans une comédie musicale | Meilleure actrice dans une comédie musicale |
| - J. Harrison Ghee – Some Like It Hot dans le rôle de Jerry/Daphne - Christian Borle – Some Like It Hot dans le rôle de Joe/Josephine - Josh Groban – Sweeney Todd: The Demon Barber of Fleet Street dans le rôle de Sweeney Todd - Brian d'Arcy James – Into the Woods dans le rôle du boulanger - Ben Platt – Parade dans le rôle de Leo Frank - Colton Ryan – New York, New York dans le rôle de Jimmy Doyle | - Victoria Clark – Kimberly Akimbo dans le rôle de Kimberly Levaco - Annaleigh Ashford – Sweeney Todd: The Demon Barber of Fleet Street dans le rôle de Mrs. Nellie Lovett - Sara Bareilles – Into the Woods dans le rôle de la femme du boulanger - Lorna Courtney – & Juliet dans le rôle de Juliette Capulet - Micaela Diamond – Parade dans le rôle de Lucille Frank     |
| Meilleur acteur de second rôle dans une pièce | Meilleure actrice de second rôle dans une pièce |
| - Brandon Uranowitz – Leopoldstadt dans le rôle de Ludwig Jakobovicz/Nathan Fischbein - Jordan E. Cooper – Ain't No Mo' dans le rôle de Peaches - Samuel L. Jackson – The Piano Lesson dans le rôle de Doaker Charles - Arian Moayed – A Doll's House dans le rôle de Torvald Helmer - David Zayas – Cost of Living dans le rôle d'Eddie                                                                        | - Miriam Silverman – The Sign in Sidney Brustein's Window dans le rôle de Mavis Parodus Bryson - Nikki Crawford – Fat Ham dans le rôle de Tedra - Crystal Lucas-Perry – Ain't No Mo' dans le rôle de Passenger #5 - Katy Sullivan – Cost of Living dans le rôle d'Ani - Kara Young – Cost of Living dans le rôle de Jess                                                     |
| Meilleur acteur de second rôle dans une comédie musicale | Meilleure actrice de second rôle dans une comédie musicale |
| - Alex Newell – Shucked dans le rôle de Lulu - Kevin Cahoon – Shucked dans le rôle de Peanut - Justin Cooley – Kimberly Akimbo dans le rôle de Seth Weetis - Kevin Del Aguila – Some Like It Hot dans le rôle d'Osgood Fielding III - Jordan Donica – Camelot dans le rôle de Sir Lancelot du Lac | - Bonnie Milligan – Kimberly Akimbo dans le rôle de Tante Debra - Julia Lester – Into the Woods dans le rôle du Petit Chaperon rouge - Ruthie Ann Miles – Sweeney Todd: The Demon Barber of Fleet Street dans le rôle de The Beggar Woman - NaTasha Yvette Williams – Some Like It Hot dans le rôle de Sweet Sue - Betsy Wolfe – & Juliet dans le rôle d'Anne Hathaway/April |
| Meilleure mise en scène pour une pièce | Meilleure mise en scène pour une comédie musicale |
| - Patrick Marber – Leopoldstadt - Saheem Ali – Fat Ham - Jo Bonney – Cost of Living - Jamie Lloyd – A Doll's House - Stevie Walker-Webb – Ain't No Mo' - Max Webster – Life of Pi | - Michael Arden – Parade - Lear deBessonet – Into the Woods - Casey Nicholaw – Some Like it Hot - Jack O'Brien – Shucked - Jessica Stone – Kimberly Akimbo |
| Meilleure livret de comédie musicale | Meilleure partition originale |
| - Kimberly Akimbo – David Lindsay-Abaire - & Juliet – David West Read - New York, New York – David Thompson et Sharon Washington - Shucked – Robert Horn - Some Like It Hot – Matthew López et Amber Ruffin | - Kimberly Akimbo – Jeanine Tesori (musique) et David Lindsay-Abaire (paroles) - Almost Famous – Tom Kitt (musique et paroles) et Cameron Crowe (paroles) - KPOP – Helen Park et Max Vernon (musique et paroles) - Shucked – Brandy Clark et Shane McAnally (musique et paroles) - Some Like It Hot – Marc Shaiman (musique et paroles) et Scott Wittman (paroles)           |
| Meilleurs décors pour une pièce | Meilleurs décors pour une comédie musicale |
| - Andrzej Goulding et Tim Hatley – Life of Pi - Miriam Buether – Prima Facie - Rachel Hauck – Good Night, Oscar - Richard Hudson – Leopoldstadt - Dane Laffrey et Lucy Mackinnon – A Christmas Carol | - Beowulf Boritt – New York, New York - Mimi Lien – Sweeney Todd: The Demon Barber of Fleet Street - Michael Yeargan et 59 Productions – Camelot - Scott Pask – Shucked - Scott Pask – Some Like It Hot |
| Meilleurs costumes pour une pièce | Meilleurs costumes pour une comédie musicale |
| - Brigitte Reiffenstuel – Leopoldstadt - Nick Barnes, Finn Caldwell et Tim Hatley – Life of Pi - Dominique Fawn Hill – Fat Ham - Emilio Sosa – Ain't No Mo' - Emilio Sosa – Good Night, Oscar | - Gregg Barnes – Some Like It Hot - Sophia Choi et Clint Ramos – KPOP - Susan Hilferty – Parade - Jennifer Moeller – Camelot - Paloma Young – & Juliet - Donna Zakowska – New York, New York |
| Meilleures lumières pour une pièce | Meilleures lumières pour une comédie musicale |
| - Tim Lutkin – Life of Pi - Neil Austin – Leopoldstadt - Natasha Chivers – Prima Facie - Jon Clark – A Doll's House - Bradley King – Fat Ham - Jen Schriever – Death of a Salesman - Ben Stanton – A Christmas Carol | - Natasha Katz – Sweeney Todd: The Demon Barber of Fleet Street - Ken Billington – New York, New York - Lap Chi Chu – Camelot - Heather Gilbert – Parade - Howard Hudson – & Juliet - Natasha Katz – Some Like It Hot |
| Meilleur son pour une pièce | Meilleur son pour une comédie musicale |
| - Carolyn Downing – Life of Pi - Jonathan Deans et Taylor Williams – Ain't No Mo' - Joshua D. Reid – A Christmas Carol - Ben Ringham et Max Ringham – A Doll's House - Ben Ringham et Max Ringham – Prima Facie | - Nevin Steinberg – Sweeney Todd: The Demon Barber of Fleet Street - Kai Harada – New York, New York - Scott Lehrer et Alex Neumann – Into the Woods - Gareth Owen – & Juliet - John Shivers – Shucked |
| Meilleure chorégraphie | Meilleure orchestration |
| - Casey Nicholaw – Some Like It Hot - Steven Hoggett – Sweeney Todd: The Demon Barber of Fleet Street - Susan Stroman – New York, New York - Jennifer Weber – & Juliet - Jennifer Weber – KPOP | - Bryan Carter et Charlie Rosen – Some Like It Hot - John Clancy – Kimberly Akimbo - Sam Davis et Daryl Waters – New York, New York - Dominic Fallacaro et Bill Sherman – & Juliet - Jason Howland – Shucked |

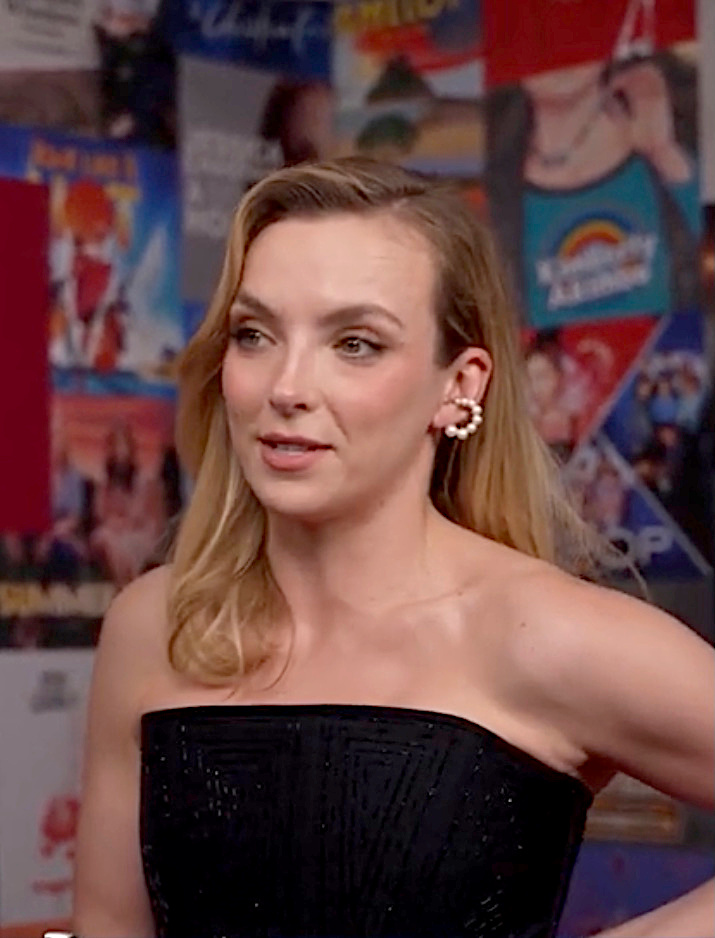
Jodie Comer (Meilleure actrice dans une pièce pour Prima Facie)
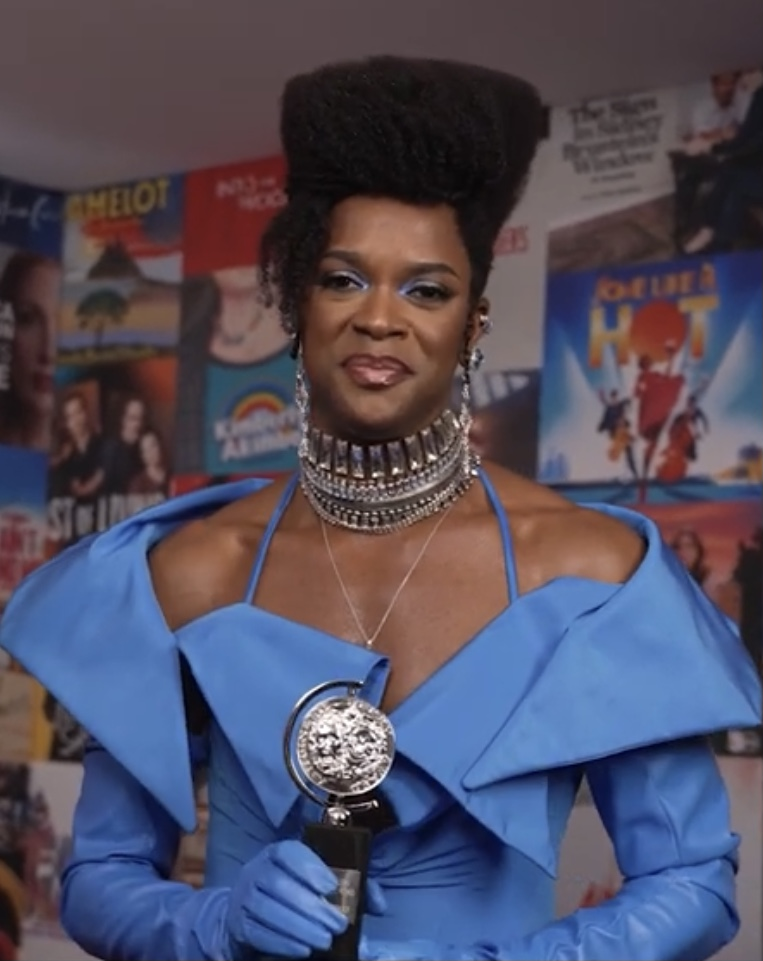
J. Harrison Ghee (meilleur acteur dans une comédie musicale pour Some Like It Hot)
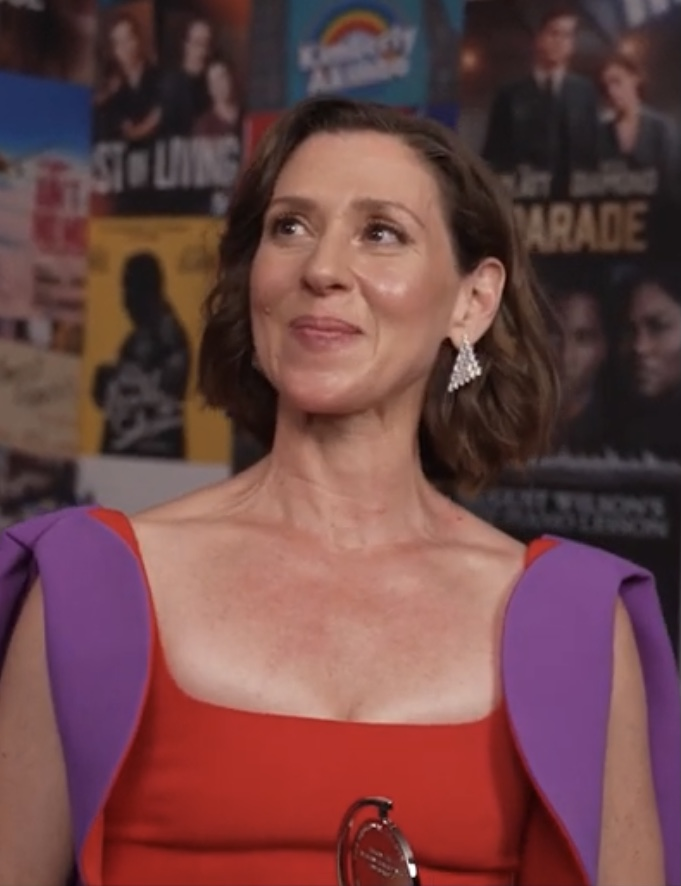
Miriam Silverman (meilleure actrice de second rôle dans une pièce pour The Sign in Sidney Brustein's Window)
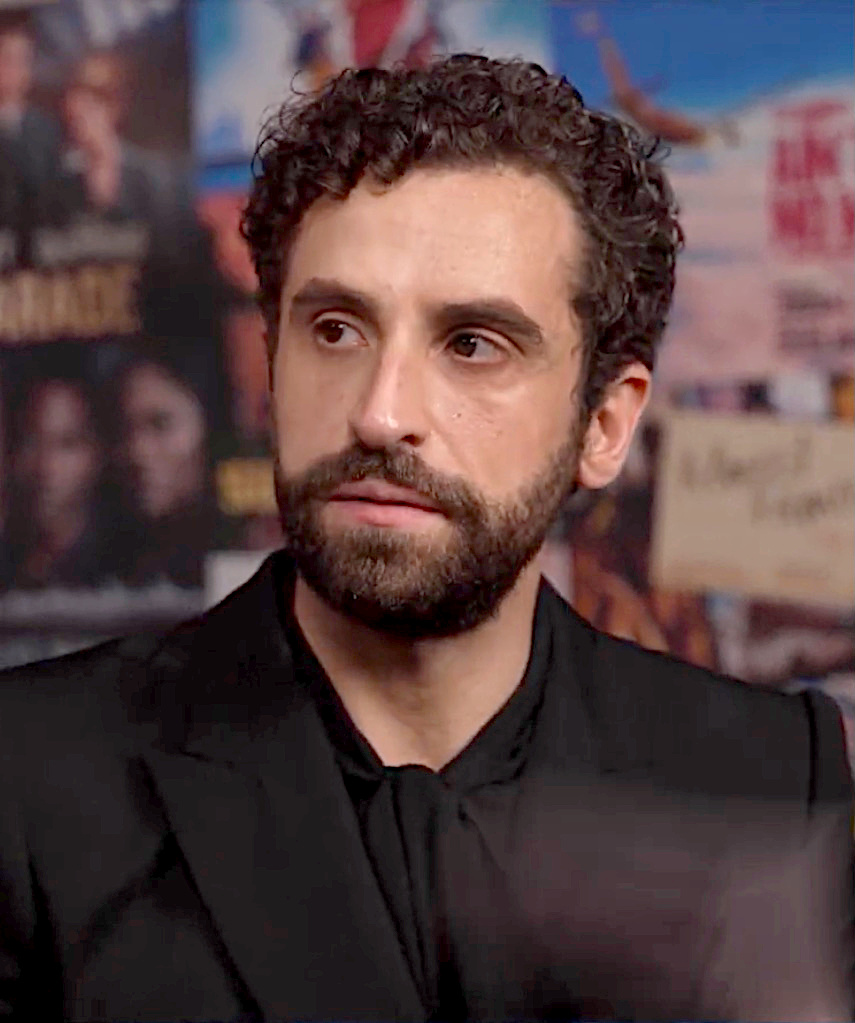
Brandon Uranowitz (meilleur acteur de second rôle dans une pièce pour Leopoldstadt)
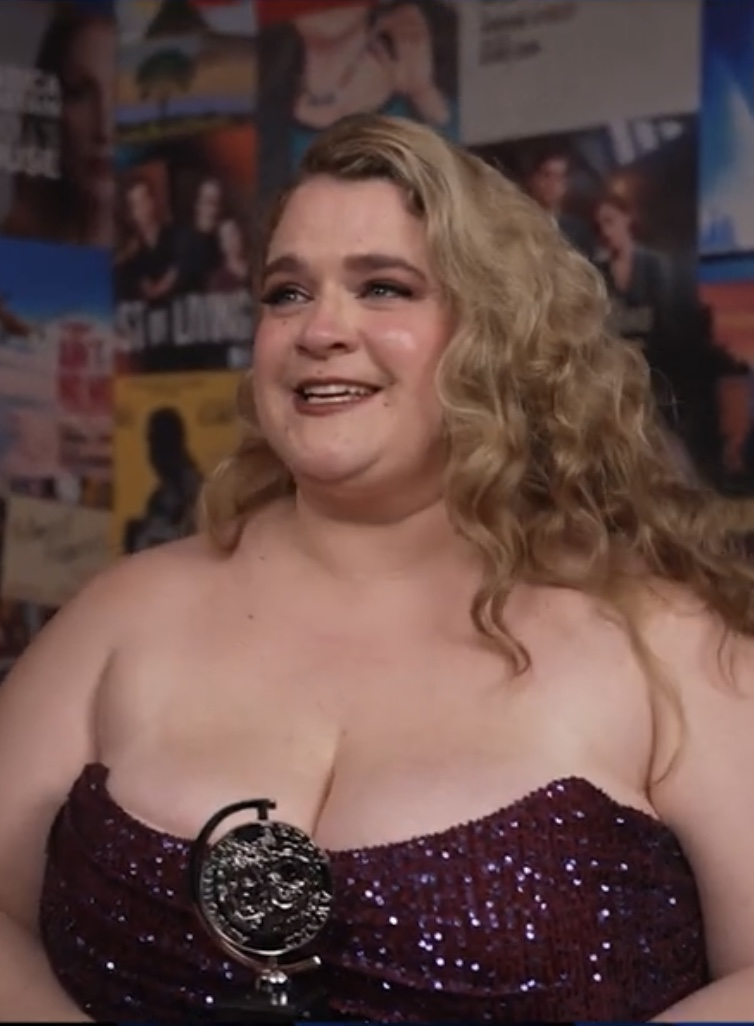
Bonnie Milligan (meilleur second rôle féminin dans une comédie musicale pour Kimberly Akimbo)
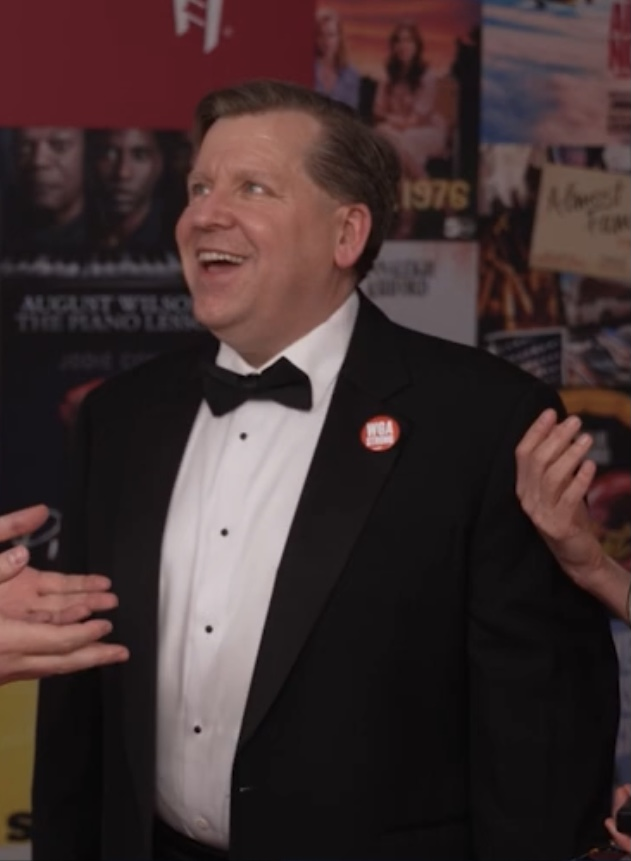
David Lindsay Abaire (meilleur livret de comédie musicale pour Kimberly Akimbo)
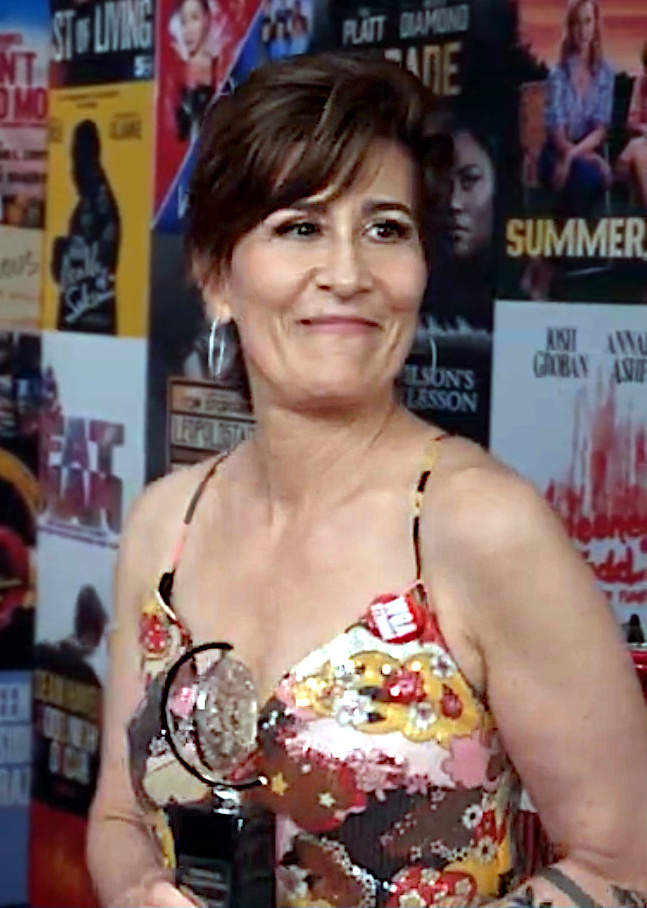
Jeanine Tesori (meilleure partition originale pour Kimberly Akimbo)
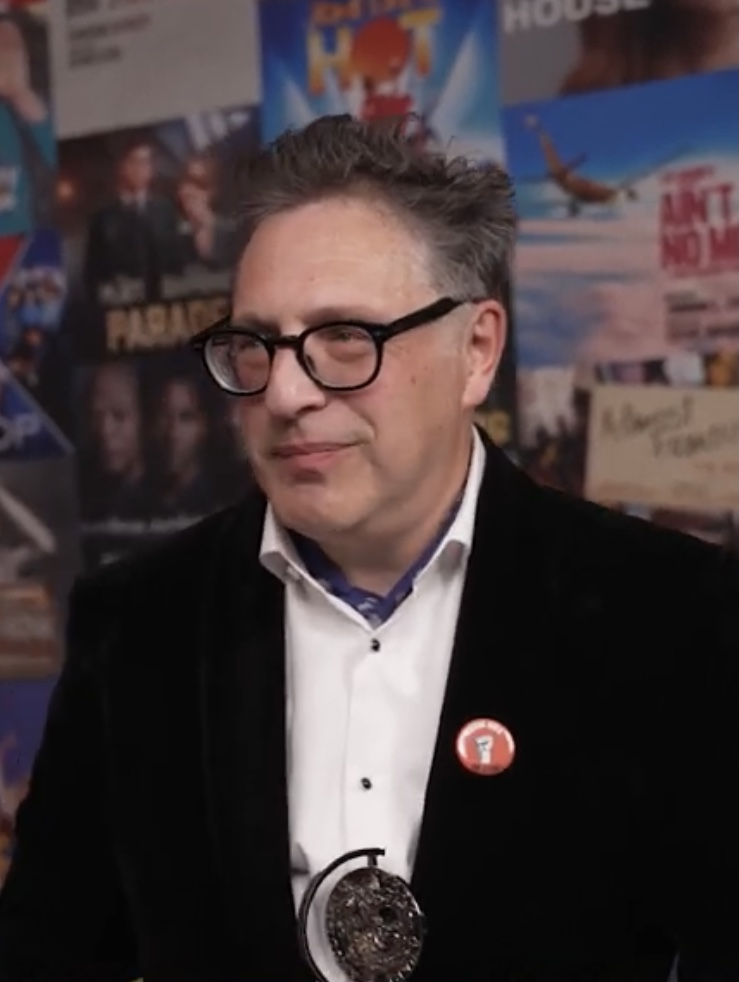
Patrick Marber (meilleure mise en scène pour une pièce pour Leopoldstadt)
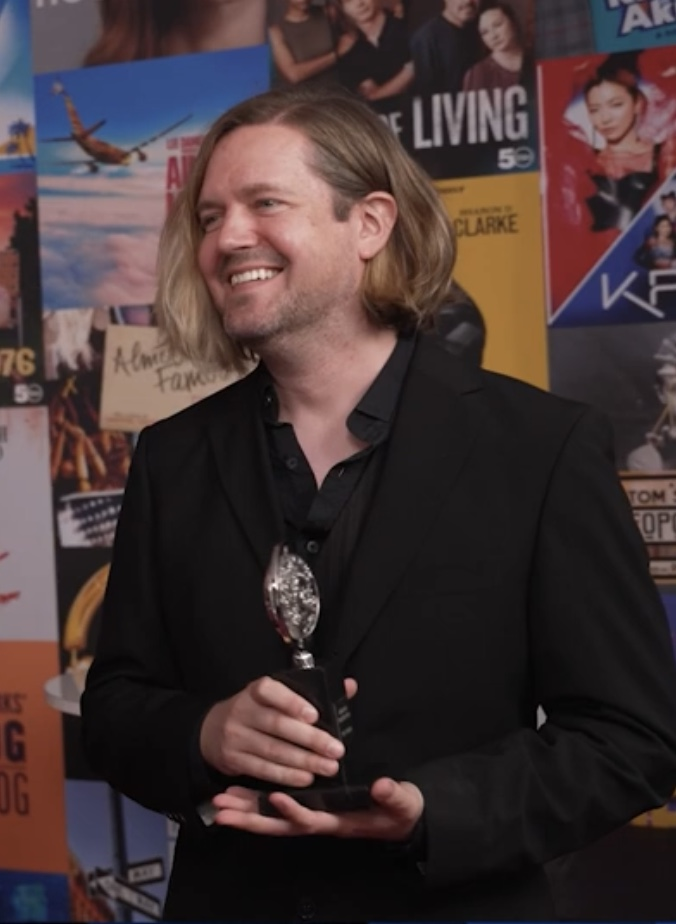
Andrzej Goulding (meilleurs décors pour une pièce pour Life of Pi)
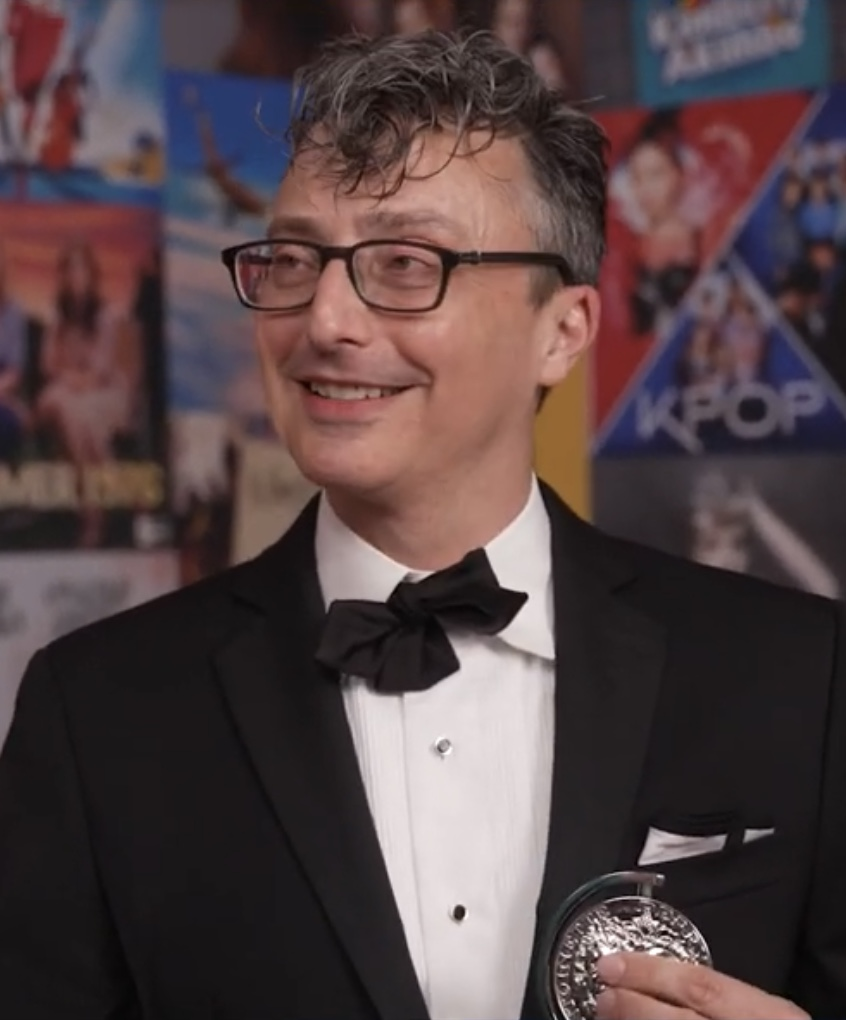
Beowulf Boritt (meilleurs décors pour une comédie musicale pour New York, New York)
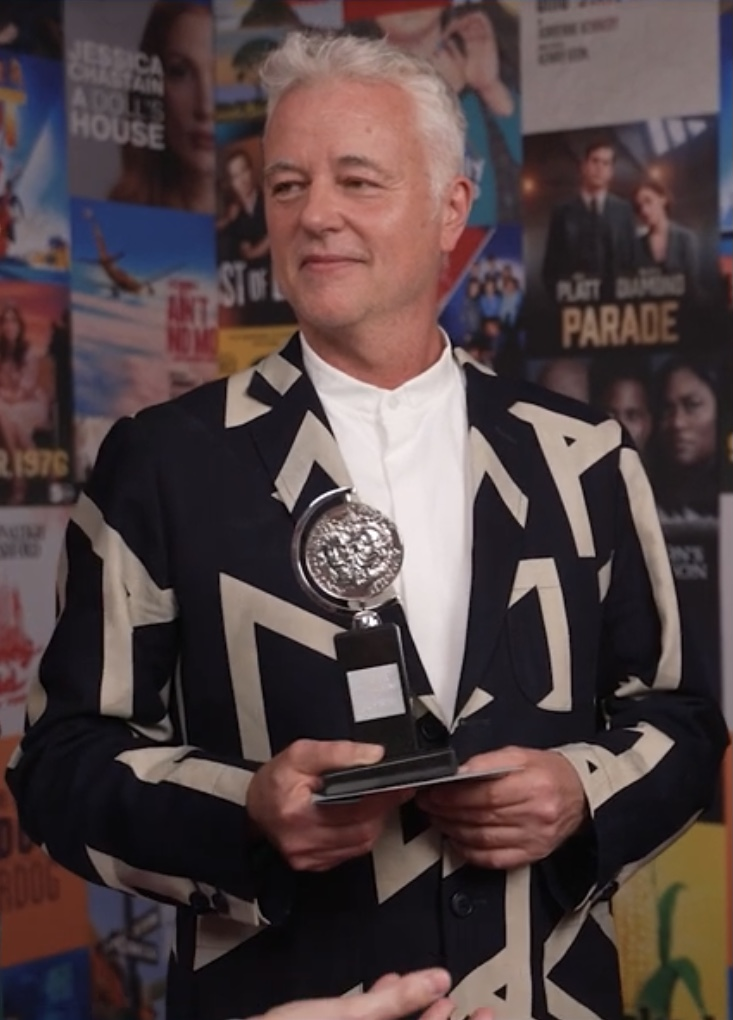
Tim Hatley (meilleurs décors pour une pièce pour Life of Pi)
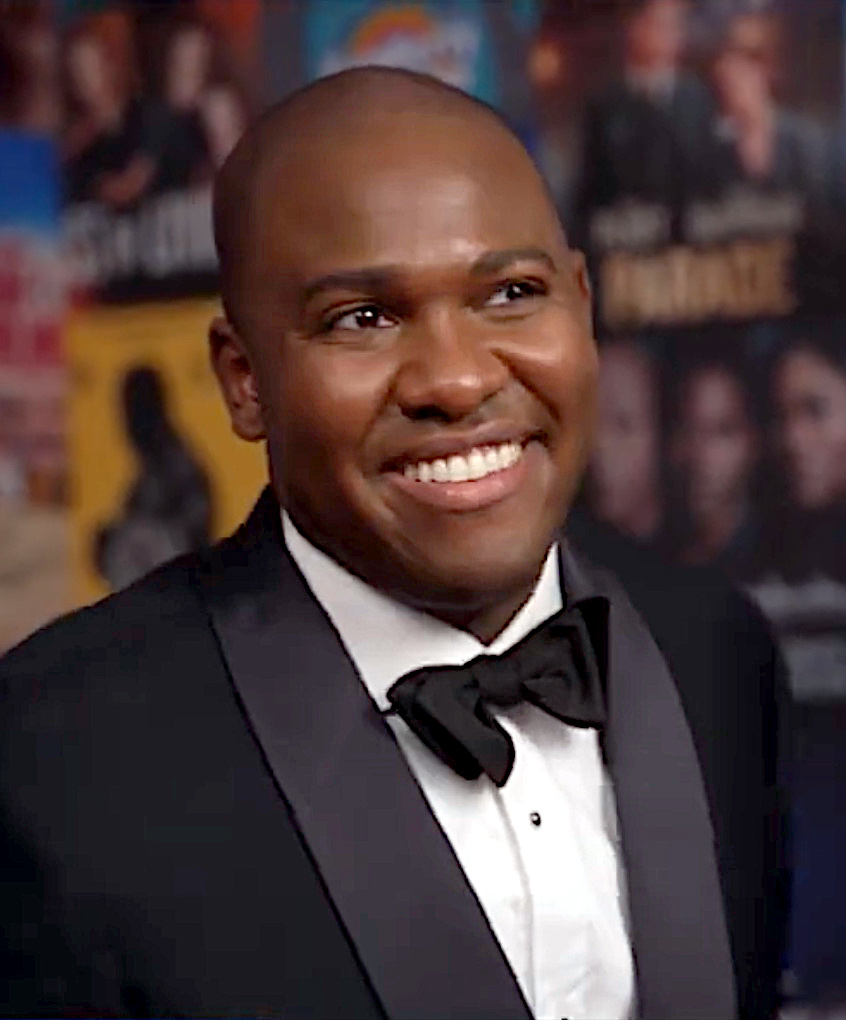
Bryan Carter (meilleures orchestrations pour Some Like It Hot)
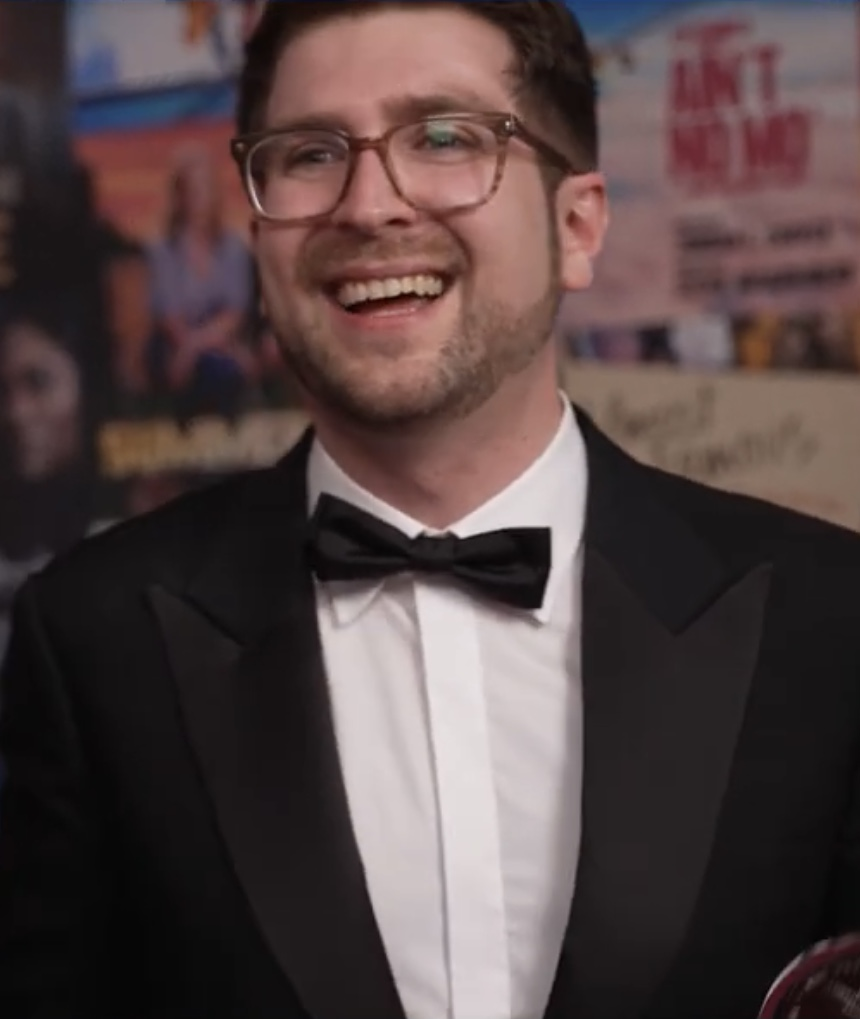
Charlie Rosen (meilleures orchestrations pour Some Like It Hot)

## Autres récompenses
Jerry Mitchell a reçu le prix Isabelle Stevenson. Le prix d'excellence Theatre Education a été remis à Jason Zembuch Young de la South Plantation High School à Plantation, en Floride.
Des Special Tony Award ont été remis à Joel Grey et au compositeur John Kander. Le Regional Theatre Tony Award a été décerné à Pasadena Playhouse.